# Fisher Kondowe
Fisher Kondowe (sinh ngày 6 tháng 11 năm 1976 ở Blantyre) là một cầu thủ bóng đá người Malawi hiện tại thi đấu cho Big Bullets. His position is tiền vệ.